# ブラキオサウルス (小惑星)
ブラキオサウルス (9954 Brachiosaurus) は、太陽系の小惑星帯を形成する小惑星の一つ。
南米のチリに存在するヨーロッパ南天天文台で、1991年4月8日にベルギーの天文学者エリック・エルストによって発見された。中生代ジュラ紀の地球に棲息していた恐竜の一種（1属）である Brachiosaurus （ブラキオサウルス）にちなんで命名された。